# Царски-Извор
Царски-Извор (болг. Царски извор) — село в Болгарии. Находится в Великотырновской области, входит в общину Стражица. Население составляет 729 человек (2022).

## Политическая ситуация
В местном кметстве Царски-Извор, в состав которого входит Царски-Извор, должность кмета (старосты) исполняет Мирослав Милчев Димитров (Национальное движение «Симеон Второй» (НДСВ)) по результатам выборов правления кметства.
Кмет (мэр) общины Стражица — Стефан Рачков Стефанов (Национальное движение «Симеон Второй» (НДСВ)) по результатам выборов в правление общины.